# Paradero
Paradero ist eine Landstadt im Departamento Santa Cruz im Tiefland des südamerikanischen Andenstaates Bolivien. 

## Lage im Nahraum
Paradero ist zweitgrößte Stadt des Municipio Puerto Suárez in der Provinz Germán Busch. Die Stadt liegt auf einer Höhe von 154 m südlich angrenzend an die Stadt Puerto Suárez am Südostufer der Laguna Cáceres, die an einem rechten Seitenarm des Río Paraguay liegt.

## Geographie
Paradero liegt im bolivianischen Teil des Pantanal, einem der größten Binnenland-Feuchtgebiete der Erde.
Die mittlere Durchschnittstemperatur der Region liegt bei etwa 26 °C (siehe Klimadiagramm Puerto Suárez) und schwankt nur unwesentlich zwischen 22 und 23 °C im Juni und Juli und 28–29 °C von Oktober bis Februar. Der Jahresniederschlag beträgt knapp über 1000 mm, bei einer kurzen Trockenzeit im Juni und August mit Monatsniederschlägen unter 30 mm, und einer Feuchtezeit von November bis März mit jeweils über 100 mm Monatsniederschlag.

## Verkehrsnetz
Paradero liegt in einer Entfernung von 648 Straßenkilometern südöstlich der Departamento-Hauptstadt Santa Cruz.
Durch Paradero führt die über 1.500 Kilometer lange Nationalstraße Ruta 4, die ihren Anfang in Tambo Quemado an der chilenischen Grenze hat, in West-Ost-Richtung das gesamte Land durchquert und über Cochabamba, Santa Cruz und Puerto Suárez an Paradero und Puerto Quijarro vorbei über die Grenze in das brasilianische Corumbá führt.
In Paradero liegt die Bahnstation "Puerto Suárez" der ost-westlich verlaufenden Eisenbahnstrecke, die von Santa Cruz zum Grenzort Puerto Quijarro führt.

## Bevölkerung
Die Einwohnerzahl des Ortes ist in den vergangenen beiden Jahrzehnten starken Schwankungen unterworfen gewesen:
| Jahr | Einwohner | Quelle       |
| ---- | --------- | ------------ |
| 1992 | 1 392     | Volkszählung |
| 2001 | 1 922     | Volkszählung |
| 2012 | 1 204     | Volkszählung |